# KAA Gand Ladies
Pour les articles homonymes, voir KAA.
Maillots
Actualités
Le KAA Gand Ladies, fondé en 1996 sous le nom KSK Cercle Melle, est un club de football féminin belge situé à Gand dans la province de Flandre-Orientale. 
En 2011, le nom du club change et devient Melle Ladies. Le 13 juin 2012, nouveau changement pour devenir le AA Gand Ladies.

## Histoire
En 1996 le Cercle Melle crée une équipe féminine, à partir de 1997, l'équipe débute en championnat, dans la province de Flandre-Orientale. Après seulement deux saisons, Cercle Melle accède  à la D2 et réalise de bons résultats, avec une 3e place à la fin de la première saison. Une saison plus tard, en 2009, c'est la 2e place qui permet au Cercle Melle de jouer un barrage pour la promotion contre DV Famkes Merkem. Mais Cercle Melle perd et reste en D2.

En 2010, Cercle Melle est à nouveau 3e, mais en 2011, ne termine qu'au milieu du tableau. Après cette saison, la section féminine se sépare de Cercle Melle et devient un club indépendant, Melle Ladies. Il ne faut qu'un an que Melle Ladies devienne champion. En 2012, il y a des discussions avec La Gantoise, Cercle Melle devient le AA Gand Ladies mais joue toujours à Melle. Le nouveau club termine 3e de la D1, mais en raison de la relégation volontaire de SV Zulte Waregem, du refus du champion, le DVC Eva's Tirlemont et du deuxième, le KSK Heist de participer à la BeNe Ligue, AA Gand Ladies est promu. 

Cette première participation BeNe Ligue n'est pas très réussie, 21 défaites en 26 matches et une 13e place. Lors de la dernière saison de la BeNe Ligue, le club fait mieux et termine 9e. La première saison de Super League voit AA Gand Ladies terminer 4e et jouer les Play-Off 1, se classe 3e et remporte son premier trophée avec la Coupe de Belgique. En 2017-2018, AA Gand Ladies termine 2e de la phase classique et 2e des Play-Off 1. 
2019 voit les Gantoises remporter leur 2e Coupe de Belgique, ce face au Standard de Liège.

## Palmarès

### Équipe A
- Vice-champion de Belgique (1) : 2018
- Vainqueur de la Coupe de Belgique (2) : 2017 - 2019
- Champion de D2 (1) : 2012
- Champion de D3 (1) : 2007

### Équipe B
- Champion de D1 (1) : 2017
- Champion de D3 (1) : 2014

## Records

### BeNe Ligue
- Le plus grand nombre de buts encaissés : 115 (2013-2014)